# Airbus Beluga
Airbus A300-600ST (Super Transporter) neboli Beluga (Běluha) je speciální verzí standardního velkokapacitního nákladního letounu Airbus A300. Je upraven k přepravě částí konstrukce letadel a rozměrných, neskladných nákladů. 
Přepravní prostor A300-600ST má 7,4 metrů v průměru a je 37,7 metrů dlouhý; maximální hmotnost nákladu je 47 tun. Maximální vzletová hmotnost 155 tun je srovnatelná s maximální vzletovou hmotností běžného A300, což napovídá, že letoun je určen k převážení rozměrných, ale relativně lehkých nákladů.

## Historie

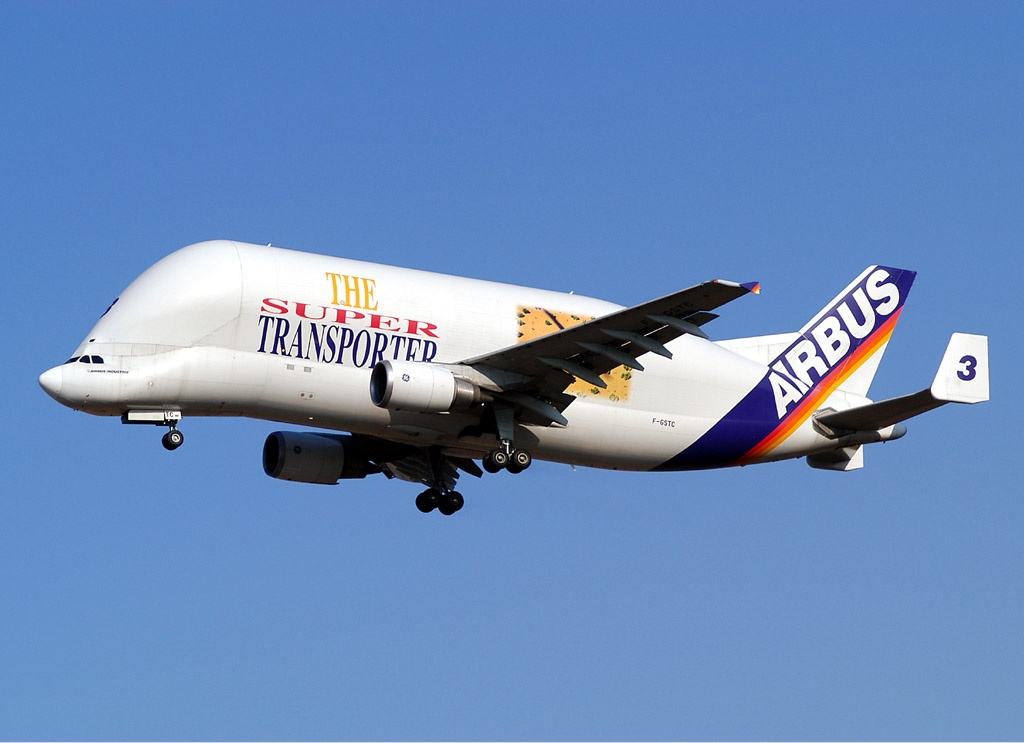
Airbus Beluga za letu

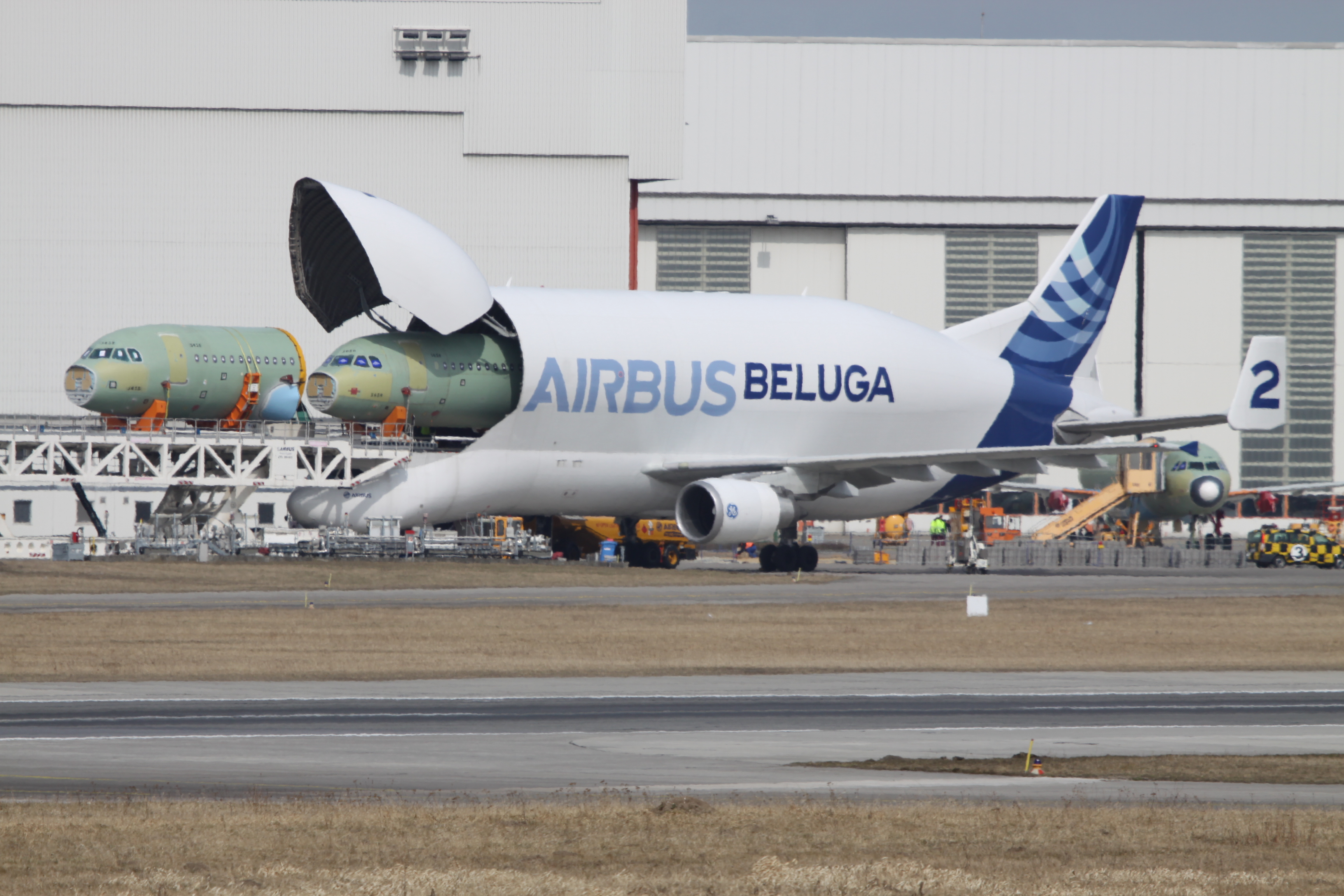
Airbus Beluga během vykládání sekcí jiných letounů v Hamburku

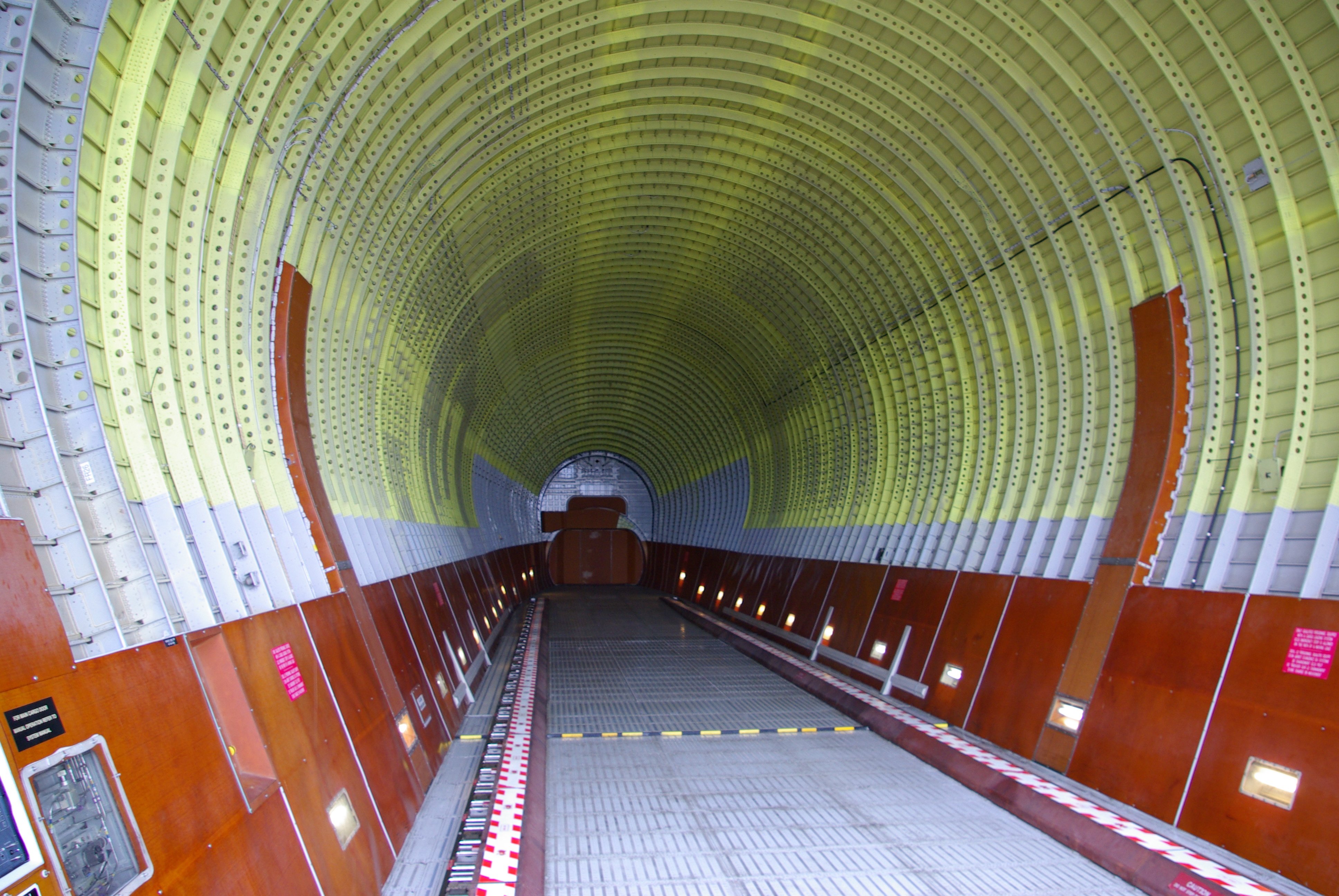
Nákladový prostor "Běluhy"

Mnozí velcí letečtí výrobci jsou nadnárodními společnostmi a není pro ně neobvyklé, že mají své výrobní závody na vzájemně velmi vzdálených místech. Situace u Airbusu je ovšem unikátní, protože byl založen jako konsorcium leteckých výrobců z Francie, Velké Británie, Německa a Španělska a geografické rozmístění jeho závodů není jen otázkou nákladů a výhodnosti, je to také záležitost historie, národních zájmů a hrdosti. Důsledkem je, že každý z partnerů vyrábí celou jednu sekci konstrukce letounu, které pak musí být převezeny na jedno místo s montážní linkou. Detaily se liší u jednotlivých modelů, ale typicky se křídla vyrábějí v Británii, ocasní část ve Španělsku, trup v Německu a příď a centrální část ve Francii; všechny musí být smontovány v Toulouse nebo v Hamburku.
Když v roce 1970 začal Airbus s výrobou, první komponenty byly přepravovány po silnici, ale rostoucí výroba si brzy vynutila změnu k rychlejší a levnější přepravě vzduchem. Od roku 1972 Airbus používal flotilu čtyř výrazně upravených letounů „Super Guppy“ – původně Boeingů Stratocruiser ze 40. let. S předělanými rozměrnými trupy a turbovrtulovými motory převážely v 60. letech objemné náklady pro vesmírný program NASA. Po určitém čase ale Super Guppies přestaly postačovat. Jejich stáří neustále zvyšovalo provozní náklady (náklady na přepravu dílů činily 0,4 až 0,5 % z prodejní ceny letadel Airbus) a vzrůstající objem výroby u Airbusu vyžadoval větší přepravní kapacitu.
V roce 1991 Aérospatiale a DASA, dva z hlavních partnerů v Airbusu, začaly společně vyvíjet náhradu. Za základ posloužil standardní velkokapacitní dvoumotorový Airbus A300: křídla, motory, podvozek a spodní část trupu byly zachovány a horní část trupu byla nahrazena obrovskou konstrukcí ve tvaru podkovy, která měla 7,7 m v průměru. Aby byl umožněn nerušený přístup do nákladového prostoru, byla pilotní kabina standardního A300 posunuta pod podlahu nákladového prostoru a nad kabinu byla instalována vzhůru se otevírající vrata. Ocasní část byla zvětšena a zesílena, aby byla zajištěna směrová stabilita při letu.
Práce na letounu začala v září 1992 a o dva roky později, 13. září 1994 v 9:02 hodin, se uskutečnil první let trvající 4 hodiny a 21 minut. Po 335 hodinách zkušebních letů získal letoun v září 1995 všechna potřebná povolení a A300-600ST, nyní známý jako „bílá velryba“ neboli Beluga, vstoupil do služby. Byly vyrobeny ještě čtyři další Belugy, tempem asi jedné za rok a všech pět je v pravidelné službě. Jejich hlavním úkolem je převážet komponenty Airbusů z výroby na montážní linky v Toulouse a Hamburku, ale jsou k dispozici i pro charterové lety. Byly už použity pro přepravu mnoha speciálních nákladů, např. částí vesmírné stanice, rozměrných a křehkých uměleckých děl, průmyslových strojů a kompletních helikoptér. (Beluga na spodním obrázku přepravila tři vrtulníky, dva NHI NH90 a jeden Eurocopter Tiger z Evropy do Austrálie a zpět).

## Specifikace (A300-600ST)

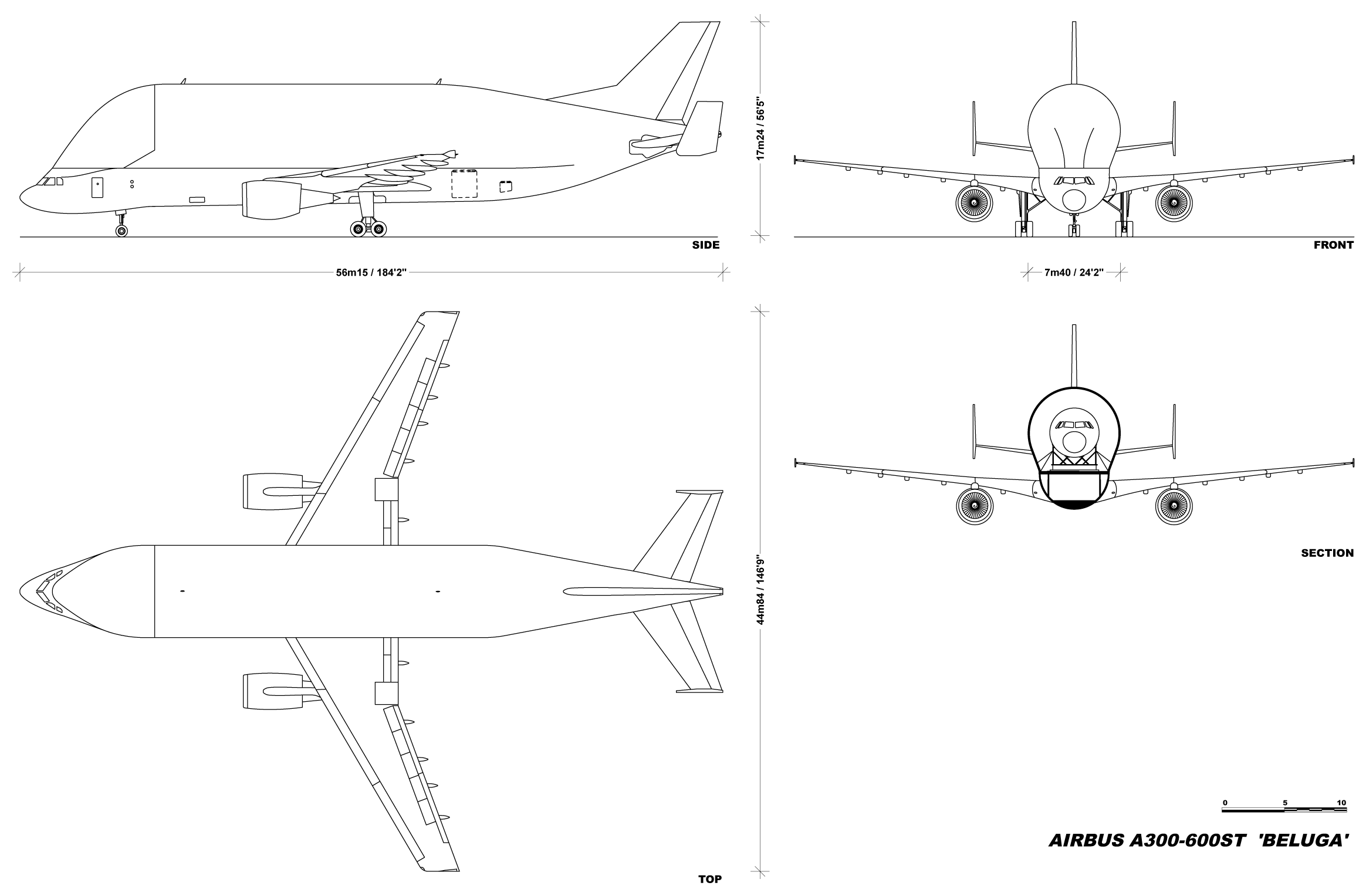
Technický nákres letadla

### Technické údaje
- Posádka: 4
- Délka: 56,16 m
- Rozpětí: 44,84 m
- Výška: 17 m
- Plocha křídel: 258,8 m²
- Průměr trupu: 7,7 m
- Prázdná hmotnost: 86,0 tun
- Maximální vzletová hmotnost: 155 tun
- Maximální hmotnost nákladu: 47 tun
- Objem nákladu: 1 365 m³
- Pohonné jednotky:2 × dvouproudový motor General Electric CF6-80C2A8, každý o tahu 120 kN (12 236 kgf; 26 977 lbf)

### Výkony
- Nejvyšší cestovní rychlost: 780 km/h
- Dolet (s nákladem 40 t): 2 780 km
- Dolet (s nákladem 26 t): 4 630 km
- Dostup: 10 760 m